# 银川市广播电视台
银川市广播电视台是中华人民共和国宁夏回族自治区银川市的市级广播电视播出机构，也是中共银川市委、银川市人民政府的喉舌。于1985年9月23日创办。

## 电视频道
- 公共频道（主频道）
- 生活频道
- 文体频道